# 水蔓菁
水蔓菁（学名：Veronica linariifolia var. dilatata）为車前草科婆婆纳属下的一个亚种。
广布于甘肃至云南以东、陕西、山西和河北以南各省区。
叶味甜，可采苗炸熟后以油盐调味做成菜。亦可药用。